# Implementation Force

Heraldisk vapensköld.

Implementation Force (IFOR) var en Natoledd multinationell styrka i Bosnien och Hercegovina, vilken opererade under ett års mandat från 20 december 1995 till 20 december 1996 under kodnamn Operation Joint Endeavour. Detta för att implementera de militära delarna av The General Framework Agreement for Peace (GFAP) i Bosnien och Hercegovina. IFOR var efterträdare till UNPROFOR och kom i sig att avlösas av SFOR.
Befälhavare för IFOR var amiralen i USA:s flotta som även förde befäl över United States Naval Forces Europe (NAVEUR) och Allied Forces Southern Europe (AFSOUTH).